# Táncdalfesztivál
A Táncdalfesztivál egy magyar könnyűzenei dalverseny volt, amelyet 1966 és 1972 között rendeztek meg. Tágabb értelemben a változó rendszerességgel szervezett, Magyar Televízió által 1994-ig közvetített országos dalversenyek is ide tartoztak (bár 1972 után a fesztivál nevétől eltérő elnevezéseket használtak).
Az eseményeket a KISZ támogatta és a Magyar Rádió illetve a Magyar Televízió közvetítette.
A Magyar Televízió szerkesztője, Bánki László fejéből pattant ki az ötlet, hogy a Sanremói Dalfesztivál mintájára Magyarországon is meg lehetne honosítani egy hasonló fesztivált. Az első Táncdalfesztivál Bánki mellett Kalmár András televíziós rendező illetve Bolba Lajos, a Magyar Rádió zenei szerkesztője segítségével jött létre.
A népszerű dalversenyen részt vevők közül számos versenyző és zeneszerző a magyar könnyűzenei élet meghatározó szereplőivé vált. Bár kezdetben dalszerzők versenyeként hirdették az eseményt, de idővel az előadók kerültek előtérbe. A versenyen való szereplés egyeseknek ugródeszkaként szolgált a karrierjükben, másoknak pedig újabb dalaik bemutatása szempontjából biztosított tévés megjelenést.
A műsornak köszönhetően a következő évtizedekben többek között olyan előadók váltak ismertté, mint Katona Klári, a Hungária együttes, Koós János, Korda György, Aradszky László, Delhusa Gjon, a Neoton együttes, Szűcs Judith, Mary Zsuzsi, Soltész Rezső, Szulák Andrea, Máté Péter, Szécsi Pál, Cserháti Zsuzsa, Ihász Gábor, Vámosi János, Záray Márta, Sárosi Katalin, Harangozó Teri.
A dalokat magyarul adták elő, szavazáskor – a sokszor nemzetközi – zsűri döntötte el a helyezéseket. A versenyen a '80-as évekig előfordult, hogy megosztott díjakat adtak át, így előfordult az is, hogy nemcsak egy győztese volt a versenynek. Máskor pedig előfordult, hogy első helyezetteket több kategóriában is hirdettek.
A zene és az ének élő volt. A fesztiválok dalait kísérő nagyzenekar magját a Magyar Rádió zenekara, a Stúdió 11 alkotta.
A műsor történetében, szólistaként Kovács Katinak sikerült háromszor is megnyernie a dalversenyt.
Hasonló, de kisebb, egyfordulós dalverseny volt a Magyar Rádióban a Tessék választani! és a Made in Hungary.

## Áttekintés

### 1966–72: A klasszikus korszak
| Év   | Elnevezés                                      | Formátum                                       | Ideje                                          | Helyszín                                                | Dalok száma                                    | Döntőbe jutott dalok                           | Műsorvezető(k)                                 |
| ---- | ---------------------------------------------- | ---------------------------------------------- | ---------------------------------------------- | ------------------------------------------------------- | ---------------------------------------------- | ---------------------------------------------- | ---------------------------------------------- |
| 1966 | Táncdalfesztivál ’66                           | 3 elődöntő + döntő                             | 1966. július 7. – augusztus 20.                | Madách Színház (elődöntők) Erkel Színház (döntő)        | 60                                             | 12                                             | Tamási Eszter, Varga József                    |
| 1967 | Táncdalfesztivál ’67                           | 3 elődöntő + döntő                             | 1967. július 20. – augusztus 20.               | Madách Színház (elődöntők) Erkel Színház (döntő)        | 60                                             | 15                                             | Takács Marika, Varga József                    |
| 1968 | Táncdalfesztivál ’68                           | 3 elődöntő + döntő                             | 1968. július 20. – augusztus 18.               | Madách Színház (elődöntők) Erkel Színház (döntő)        | 60                                             | 18                                             | Poór Klári                                     |
| 1969 | Táncdalfesztivál ’69                           | 3 elődöntő + döntő                             | 1969. július 19. – augusztus 16.               | Erkel Színház                                           | 60                                             | 18                                             | Poór Klári                                     |
| 1970 | Ebben az évben nem tartottak Táncdalfesztivált | Ebben az évben nem tartottak Táncdalfesztivált | Ebben az évben nem tartottak Táncdalfesztivált | Ebben az évben nem tartottak Táncdalfesztivált          | Ebben az évben nem tartottak Táncdalfesztivált | Ebben az évben nem tartottak Táncdalfesztivált | Ebben az évben nem tartottak Táncdalfesztivált |
| 1971 | Táncdalfesztivál ’71                           | 3 elődöntő + döntő                             | 1971. július 24. – augusztus 24.               | Madách Színház (elődöntők) Erkel Színház (döntő)        | 46                                             | 16                                             | Kudlik Júlia, Ősz Ferenc                       |
| 1972 | Táncdalfesztivál ’72                           | 3 elődöntő + döntő                             | 1972. július 22. – augusztus 18.               | József Attila Színház (elődöntők) Erkel Színház (döntő) | 48                                             | 15                                             | Kudlik Júlia, Ősz Ferenc                       |

1. ↑  Az 1. elődöntőben Takács Marika, a 2. elődöntőben Lénárd Judit, a 3. elődöntőben Tamási Eszter volt a műsorvezető.

### 1977 és 1981: A megújult dalfesztiválok
| Év   | Elnevezés                                          | Formátum           | Ideje                 | Helyszín       | Dalok száma | Döntőbe jutott dalok | Műsorvezető  |
| ---- | -------------------------------------------------- | ------------------ | --------------------- | -------------- | ----------- | -------------------- | ------------ |
| 1977 | Metronóm ’77                                       | 3 elődöntő + döntő | 1977. július 9–30.    | Magyar Színház | 42          | 15                   | Antal Imre   |
| 1981 | A Magyar Televízió Tánc- és Popdalfesztiválja 1981 | 3 elődöntő + döntő | 1981. augusztus 1–21. | Magyar Színház | 36          | 15                   | Kudlik Júlia |

### 1986 és 1988: Interpop fesztiválok
1986-ban és 1988-ban az Országos Rendező Iroda a Magyar Hanglemezgyártó Vállalattal és az Interkoncerttel együttműködve dalfesztivált szervezett Siófokon. Ez volt az egyetlen olyan dalfesztivál, amely meghívásos volt és külön kategóriában külföldi előadók is versenyeztek. A Magyar Rádió az első évben zenekarral, az MTV televíziós megjelenéssel támogatta a fesztivált (emellett ők is delegálhattak előadókat a fesztiválra).
Az 1986-os fesztiválon vált ismertté Zoltán Erika a Szerelemre születtem, a Napoleon Boulevard az Interpop nagydíj győztes Kérlek ne félj című dalával és itt tűnt fel az előző évben alakult Z'zi Labor is.
A két évvel későbbi fesztiválon mutatkozott be a Sárközi Anita, Keresztes Ildikó (a Rózsaszín Bombázók tagjaként), a Pa-dö-dő együttes és Zámbó Jimmy. Itt hangzott el a Se veled, se nélküled dal is, amely a ’90-es évek egyik meghatározó mulatós slágerévé vált.

### 1991–94: A ’90-es évek dalfesztiváljai

#### A Rákóczi Hanglemezkiadóval szervezett dalfesztiválok
Szinte előzetes reklámkampány nélkül kerültek sorra a Rákóczi Hanglemezkiadó által szervezett dalfesztiválok. Élő zene helyett félplayback módon történt a dalok előadása. A két fesztiválra kritikaként jegyezték meg – elsősorban a ’91-es rendezésnél – a dalok nagy részének alacsony színvonalát és televíziós közvetítésben a túlzott termékmegjelenítést.
A ’91-es fesztiválon tűnt fel az AD Studio és a Kortársak együttes, a ’93-as fesztiválon pedig többek között Sugár Berci, Ladánybene 24, Sipos F. Tamás (szólistaként) és az amúgy különböző együttesekben zenélő Besenyő Blues Band Majsai Gáborral kiegészülve.

#### Egri Táncdalfesztiválok
Miután 1992 elején nem tartottak országos dalversenyt, februárban némiképp váratlanul az egri Nemzetközi Fesztiváliroda – a Magyar Rádió támogatásával – bejelentette, hogy 1992 nyarán nemzetközi táncdalfesztivált rendez Egerben.
A Magyar Televízió a dalfesztivál döntőjét és a gálaestjét élőben közvetítette, elődöntőiről összefoglalót adott. A következő évi egri táncdalfesztiválból viszont már csak a döntőt adta le, azt is csak felvételről (csak a Petőfi Rádió számolt be késő este az aznapi eseményekről).
Finanszírozási nehézségek, fizetési és szervezési problémák valamint élő televíziós közvetítés hiánya miatt nem került többször megrendezésre. Többek közt itt tűnt fel új arcként Auth Csilla, Rácz Gergő, Szekeres Adrienn és Szulák Andrea.  

#### Fesztivál ’94
Az 1994-es dalversenyt majd 13 év után a Magyar Televízió és Magyar Rádió ismét közösen szervezte meg. A dalverseny győztese képviselhette a Magyarországot az első alkalommal az Eurovíziós Dalfesztiválon. Az első helyet a fesztiválgyőzelme után ismertté vált Bayer Friderika szerezte meg Kinek mondjam el vétkeimet? című dalával.

## Kulturális hatása

### Önálló gálaestek
| Volt egyszer egy fesztivál (1992) | Volt egyszer egy fesztivál (1992) |
| Előadó                            | Dal                               |
| --------------------------------- | --------------------------------- |
| Harangozó Teri                    | Szeretném bejárni a földet        |
| Payer András                      | Minden jót, Mónika                |
| Késmárky Marika                   | Egy fiú a házból                  |
| Szécsi Pál                        | Csak egy tánc volt                |
| Zalatnay Sarolta                  | Hol jár az eszem                  |
| Aradszky László                   | Annál az első ügyetlen csóknál    |
| Fenyvesi Gabi                     | Ádám, hol vagy?                   |
| Kovács József                     | Jöjj vissza hozzám                |
| Toldy Mária                       | Rövid az élet                     |
| Neményi Béla                      | Drága bakter úr                   |
| Koós János                        | Nem vagyok teljesen őrült         |
| Mary Zsuzsi                       | Mama                              |
| Toldy Mária                       | Más ez a szerelem                 |
| Zalatnay Sarolta                  | Fák, virágok, fény                |
| Poór Péter                        | Utánam a vízözön                  |
| Kovács Kati                       | Nem leszek a játékszered          |
| Koós János                        | Kislány a zongoránál              |

| Volt egyszer egy táncdalfesztivál (2009) | Volt egyszer egy táncdalfesztivál (2009) | Volt egyszer egy táncdalfesztivál (2009) | Volt egyszer egy táncdalfesztivál (2009) |
| Előadó                                   | Dal                                      | Év                                       | Bemutatás                                |
| ---------------------------------------- | ---------------------------------------- | ---------------------------------------- | ---------------------------------------- |
| Korda György                             | Bocsánat, hogyha kérdem                  | 1967                                     | Táncdalfesztivál                         |
| Bódy Magdi                               | Hűvös szél                               | 1972                                     | Táncdalfesztivál                         |
| Delhusa Gjon                             | Hegyek lánya                             | 1971                                     | Táncdalfesztivál                         |
| Dobos Attila                             | A boldogságtól ordítani tudnék           | 1968                                     | Made in Hungary                          |
| Eszményi Viktória                        | Vidéki lány vagyok                       | 1981                                     | Táncdalfesztivál                         |
| Fenyvesi Gabi                            | Ádám, hol vagy                           | 1967                                     | Táncdalfesztivál                         |
| Horváth Vilmos                           | Gitárom pengetem                         | 1966                                     | Táncdalfesztivál                         |
| Horváth Attila                           | Két álmodozó                             | 1981                                     | Táncdalfesztivál                         |
| Karda Beáta                              | Mindig tanul ez ember                    | 1969                                     | Táncdalfesztivál                         |
| Késmárky Marika                          | Egy fiú a házból                         | 1969                                     | Táncdalfesztivál                         |
| KFT                                      | Bábu vagy                                | 1981                                     | Táncdalfesztivál                         |
| Korál                                    | Homok a szélben                          | 1981                                     | Táncdalfesztivál                         |
| Kovács Kati                              | Nem leszek a játékszered                 | 1966                                     | Táncdalfesztivál                         |
| Kovács Kati & Juventus                   | Add már, uram, az esőt!                  | 1972                                     | Táncdalfesztivál                         |
| Magay Klementina                         | Nevető almák („Almát eszem…”)            | 1968                                     | Kislemez                                 |
| Mátrai Zsuzsa                            | Hol van az az idő                        | 1967                                     | Táncdalfesztivál                         |
| Németh József                            | Ezután soha nem lehetsz senkié           | 1966                                     | Táncdalfesztivál                         |
| Non Stop                                 | Lélegző furcsa hajnalon                  | 1971                                     | Táncdalfesztivál                         |
| Pálffy Zsuzsa                            | Mondd meg, ha kellek                     | 1964                                     | Tessék választani!                       |
| Paudits Béla                             | Futok a pénzem után                      | 1969                                     | Táncdalfesztivál                         |
| Poór Péter                               | Piros tulipán                            | 1968                                     | Táncdalfesztivál                         |
| Poór Péter                               | Utánam a vízözön                         | 1967                                     | Táncdalfesztivál                         |
| Soltész Rezső                            | Szóljon hangosan az ének                 | 1981                                     | Táncdalfesztivál                         |
| Tárkányi Tamara                          | Idegen utakon                            | 1966                                     | Táncdalfesztivál                         |
| Vincze Viktória                          | Hány éjjel vártam                        | 1974                                     | Yamaha fesztivál                         |

## Táncdalfesztiválokhoz tartozó kiadott albumok
| Év   | Dalok száma | Lemezen kiadott | Döntőbe jutott | Előadók száma | Hanghordozó | CD (Hungaroton) | CD (Reader's Digest) |
| ---- | ----------- | --------------- | -------------- | ------------- | ----------- | --------------- | -------------------- |
| 1966 | 60          | 28              | 12             | 45            | SP          | 1991            | 2006                 |
| 1967 | 60          | 46              | 15             | 45            | SP, LP      | 1992            | 2006                 |
| 1968 | 60          | 60              | 18             | 44            | SP, LP      | 1993            | 2006                 |
| 1969 | 60          | 60              | 18             | 58            | SP, LP      | 1993            | 2006                 |
| 1971 | 46          | 50              | 16             | 35            | SP          | –               | 2006                 |
| 1972 | 48          | 52              | 12             | 36            | SP          | –               | 2006                 |
| 1977 | 42          | 42              | 15             | 42            | SP          | –               | –                    |
| 1981 | 36          | 40              | 15             | 37            | SP          | –               | –                    |
| 1986 |             |                 |                |               | SP          | –               | –                    |
| 1988 |             |                 |                |               | LP          | –               | –                    |
| 1992 |             |                 |                |               | MC          | –               | –                    |
| 1992 |             |                 |                |               | MC          | –               | –                    |
| 1993 |             |                 |                |               |             | –               | –                    |
| 1993 |             |                 |                |               |             | –               | –                    |
| 1994 |             |                 | 15             |               |             | –               | –                    |